# Nati nel 1951/Senza giorno specificato
| Questa pagina contiene informazioni ricavate automaticamente dalle voci biografiche con l'ausilio del template Bio e di un bot. L'aggiornamento è periodico e automatico e ricostruisce completamente la pagina. Se manca una persona in questa lista, sei pregato di non aggiungerla, ma accertati piuttosto che la sua voce biografica contenga il template Bio e che i dati anagrafici siano correttamente compilati. Se il template Bio manca, inseriscilo tu stesso o, in alternativa, metti l'avviso {{tmp\|Bio}} che ne segnala la mancanza. Se i dati riportati sono sbagliati, correggi direttamente la voce biografica; le modifiche saranno visibili in questa lista entro pochi giorni. Per chiarimenti vedi il progetto biografie. La lista contiene solo le 183 persone che sono citate nell'enciclopedia e per le quali è stato implementato correttamente il template Bio. Pagina aggiornata al 18 lug 2025. |

- Ali Tarhoni, economista e politico libico
- Gilbert Achcar, politologo francese
- Carol J. Adams, saggista e attivista statunitense
- Vilson Ahmeti, politico albanese
- Linda G. Alvarado, dirigente d'azienda, dirigente sportiva e imprenditrice statunitense
- Suad Amiry, scrittrice e architetto palestinese
- Öwezgeldi Ataýew, politico turkmeno
- Jesse Ausubel, statunitense
- James Bagdonas, direttore della fotografia e regista statunitense
- Susanne Bartsch, attivista, socialite e artista svizzera
- Cheryl Bechdolt, ex sciatrice alpina statunitense
- Arie van Beek, direttore d'orchestra e percussionista olandese
- Henk Jaap Beentje, botanico olandese
- Alessandro Berdini, regista teatrale italiano
- Jeanne Birdsall, scrittrice statunitense
- Piedad Bonnett, poetessa e drammaturga colombiana
- Mikkel Borch-Jacobsen, filosofo danese
- Hermann Brandstätter, ex sciatore alpino austriaco
- Philippe Breton, sociologo e antropologo francese
- Michael Brook, chitarrista e compositore canadese
- Daniel James Brown, scrittore statunitense
- Mara Cantoni, regista, cantautrice e saggista italiana
- Enric Casasses, poeta e traduttore spagnolo
- Marosia Castaldi, scrittrice, pittrice e scultrice italiana († 2019)
- José Castello, scrittore, giornalista e critico letterario brasiliano
- Indranie Chandarpal, attivista e politica guyanese
- Edward Chaney, storico e docente britannico
- Mark Wayne Chase, botanico britannico
- John Christy, climatologo statunitense
- Mahamadou Cissé, regista maliano († 2016)
- Florence Clerc, ex ballerina francese
- Eliane Coelho, soprano brasiliano
- Neil F. Comins, astronomo e saggista statunitense
- Stephen Corry, attivista britannico
- Giovanni Cosi, filosofo e giurista italiano
- Jack Drescher, psichiatra e psicoanalista statunitense
- Richard Dresser, drammaturgo e sceneggiatore statunitense
- Duo Duo, poeta e saggista cinese
- Ilgmārs Eglītis, astronomo lettone
- Pino Farinotti, critico cinematografico, giornalista e scrittore italiano
- Tino Fariña, pittore spagnolo († 1994)
- Yvonne Farrell, architetto irlandese
- Alan Farrington, cantante, bassista e chitarrista britannico
- Antonio Esposito Ferraioli, sindacalista italiano († 1978)
- Irving Finkel, archeologo, assiriologo e scrittore britannico
- Raphael Finkel, informatico statunitense
- Sheila Ford Hamp, dirigente d'azienda statunitense
- Christopher Forbes, editore e collezionista d'arte statunitense
- Tomoko Fuse, artista giapponese
- Raymond Gauci, ex calciatore maltese
- Maria Grazia Gerwien, ex calciatrice italiana
- Gino Giovagnoli, politico sammarinese
- David Goeddel, biologo statunitense
- Romain Goupil, regista, sceneggiatore e attore francese
- Leon Gray, giocatore di football americano statunitense († 2001)
- Eric Halfvarson, basso statunitense
- Elizabeth Hay, scrittrice canadese
- He Jiping, drammaturga e sceneggiatrice cinese
- Rowdy Herrington, regista e sceneggiatore statunitense
- Gary Hill, artista e scultore statunitense
- Randy Holland, giocatore di poker canadese
- Edward Hooper, giornalista britannico
- Branko Horjak, allenatore di calcio e ex calciatore sloveno
- Jean-Loup Huret, genetista francese
- Osman Hussein, politico sudanese
- Axel Hütte, fotografo tedesco
- Giovanni Ingellis, autore di giochi italiano († 1998)
- Kazuyuki Itō, astronomo giapponese
- Brigitte Jeandel, sciatrice alpina francese († 2022)
- Amanda Jones, modella statunitense
- Busta Jones, bassista e chitarrista statunitense († 1995)
- Kiyotaka Kanai, astronomo giapponese
- Mahendra Karma, politico indiano († 2013)
- Ben Katchor, fumettista statunitense
- János Kelemen, astronomo ungherese
- James Patrick Kelly, autore di fantascienza statunitense
- Richard Klatt, ex nuotatore statunitense
- John S. Kloppenborg, biblista e docente canadese
- Moussa Konaté, scrittore maliano († 2013)
- Antoine Kremer, ingegnere francese
- Kris Gaston Kremo, giocoliere svizzero
- Tsunemi Kubodera, zoologo giapponese
- Michael Lecker, docente israeliano
- Don Lessem, paleontologo e scrittore statunitense
- Marc Levin, regista, sceneggiatore e direttore della fotografia statunitense
- Christiane Lillio, modella francese
- Claude-Max Lochu, pittore francese
- Marko Lopušina, giornalista e scrittore serbo
- Eric Louzil, regista, sceneggiatore e produttore cinematografico statunitense
- Sarat Maharaj, docente sudafricano
- Chantal Maillard, scrittrice e filosofa belga
- Piero Manai, artista italiano († 1988)
- Giacomo Marini, informatico e imprenditore italiano
- Lou Marinoff, filosofo canadese
- Michael Marletta, biochimico statunitense
- Patrick Mason, regista teatrale e direttore artistico britannico
- Hideki Matsutake, compositore, arrangiatore e programmatore giapponese
- Alberto Mazzocco, imprenditore e dirigente sportivo italiano
- Ammouri Mbarek, cantante berbero († 2015)
- Angus McKie, artista, disegnatore e fumettista britannico
- James Meena, direttore d'orchestra e direttore artistico statunitense
- Annino Mele, criminale e scrittore italiano
- Carol Mendelsohn, autrice televisiva statunitense
- Erich Meyer, astronomo austriaco
- Robert Michelson, ingegnere statunitense
- Patrizia Milani, attrice italiana
- Anthony Miller, botanico britannico
- Douglas J. Mink, astronoma statunitense
- Jorge Molist, scrittore spagnolo
- Adriana Monti, regista e sceneggiatrice italiana
- Paolo Morelli, scrittore italiano
- Riccardo Moretti, musicista, compositore e direttore d'orchestra italiano
- Isabel Muñoz, fotografa spagnola
- Emmanuel Nadingar, politico ciadiano
- Francho Nagore Laín, filologo, grammatico e editore spagnolo
- Mohammad Hossein Naqdi, diplomatico iraniano († 1993)
- Ve Neill, truccatrice statunitense
- Niney The Observer, produttore discografico e cantante giamaicano
- Gheorghe Oczelak, cestista rumeno († 1998)
- Papisto Boy, artista senegalese († 2014)
- Laura Pariani, scrittrice e drammaturga italiana
- Park Myung-sik, serial killer nordcoreano († 1991)
- Radia Perlman, informatica statunitense
- Christine Poon, imprenditrice statunitense
- Nikola Poplašen, politico bosniaco
- Fernando Prato, ex cestista argentino
- Slobodan Prosperov Novak, storico croato
- Blek le rat, artista francese
- Arīs Raftopoulos, cestista e allenatore di pallacanestro greco († 2018)
- Eduardo Ramos-Izquierdo, scrittore e poeta messicano
- John Rao, docente e storico statunitense
- Norman René, regista statunitense († 1996)
- Elizabeth Roads, genealogista e araldista britannica
- Angelique Rockas, attrice sudafricana
- Armando Rodríguez Ruidíaz, compositore, docente e chitarrista cubano
- David Rosen, rabbino britannico
- Michèle Rubli, sciatrice alpina svizzera († 1996)
- Eva Rueber-Staier, modella e attrice austriaca
- Davor Rukavina, ex cestista jugoslavo
- Rimantas Sakalauskas, scultore lituano
- Michele Sambin, regista teatrale e artista italiano
- Hirohisa Sato, astronomo giapponese
- Carmine Sessa, mafioso statunitense
- Craig Shanholtzer, ex sciatore alpino statunitense
- Fathi Shaqaqi, politico palestinese († 1995)
- Ahmed Tidiane Souaré, politico guineano
- Cheikh Hadjibou Soumaré, politico senegalese
- Wieland Speck, regista e attore tedesco
- Karl Spitaler, architetto italiano († 2006)
- Eva Sršen, cantante slovena
- Giampiero Stabile, filosofo italiano († 1984)
- Zach Staenberg, montatore statunitense
- Berton L. Stevens, astronomo statunitense
- Myriam Stocco, modella francese
- Mike Stone, produttore discografico britannico († 2002)
- Jacques Sémelin, storico e politologo francese
- Tamthog Rinpoce, monaco buddhista tibetano
- Antonella Tavassi La Greca, scrittrice italiana († 2008)
- Françoise Thom, storica e scrittrice francese
- James Thompson, musicista, sassofonista e cantante statunitense
- Winston Tong, cantante e attore statunitense
- Filippo Trecca, musicista, arrangiatore e direttore d'orchestra italiano
- Pie Tshibanda, scrittore congolese (Repubblica Democratica del Congo)
- Roy A. Tucker, astronomo statunitense († 2021)
- Freddie Viggers, generale britannico
- Thierry Vissol, economista francese
- Eliud Wabukala, arcivescovo anglicano keniota
- Ellinah Wamukoya, vescova anglicana swazilandese († 2021)
- Craig Weatherhill, storico e scrittore britannico († 2020)
- Richard Wilkinson, egittologo inglese
- Johan Willemen, dirigente d'azienda belga
- Seasick Steve, cantante e musicista statunitense
- Gerald Woodruffe, tastierista e compositore britannico
- Li Xiting, imprenditore cinese
- Kenjiro Yoshigasaki, artista marziale giapponese († 2021)
- Baku Yumemakura, scrittore giapponese
- Bijan Namdar Zangeneh, politico iraniano
- Vasile Zdrenghea, ex cestista rumeno
- Catherine Zuber, costumista inglese
- Abraham Zuchman, ex cestista statunitense
- Sultan bin Fahd Al Sa'ud, principe, militare e politico saudita
- Abd Allah bin Faysal bin Turki bin Abd Allah Al Sa'ud, principe, imprenditore e diplomatico saudita
- Ingrid de Kok, scrittrice sudafricana